# Edward P. Jones

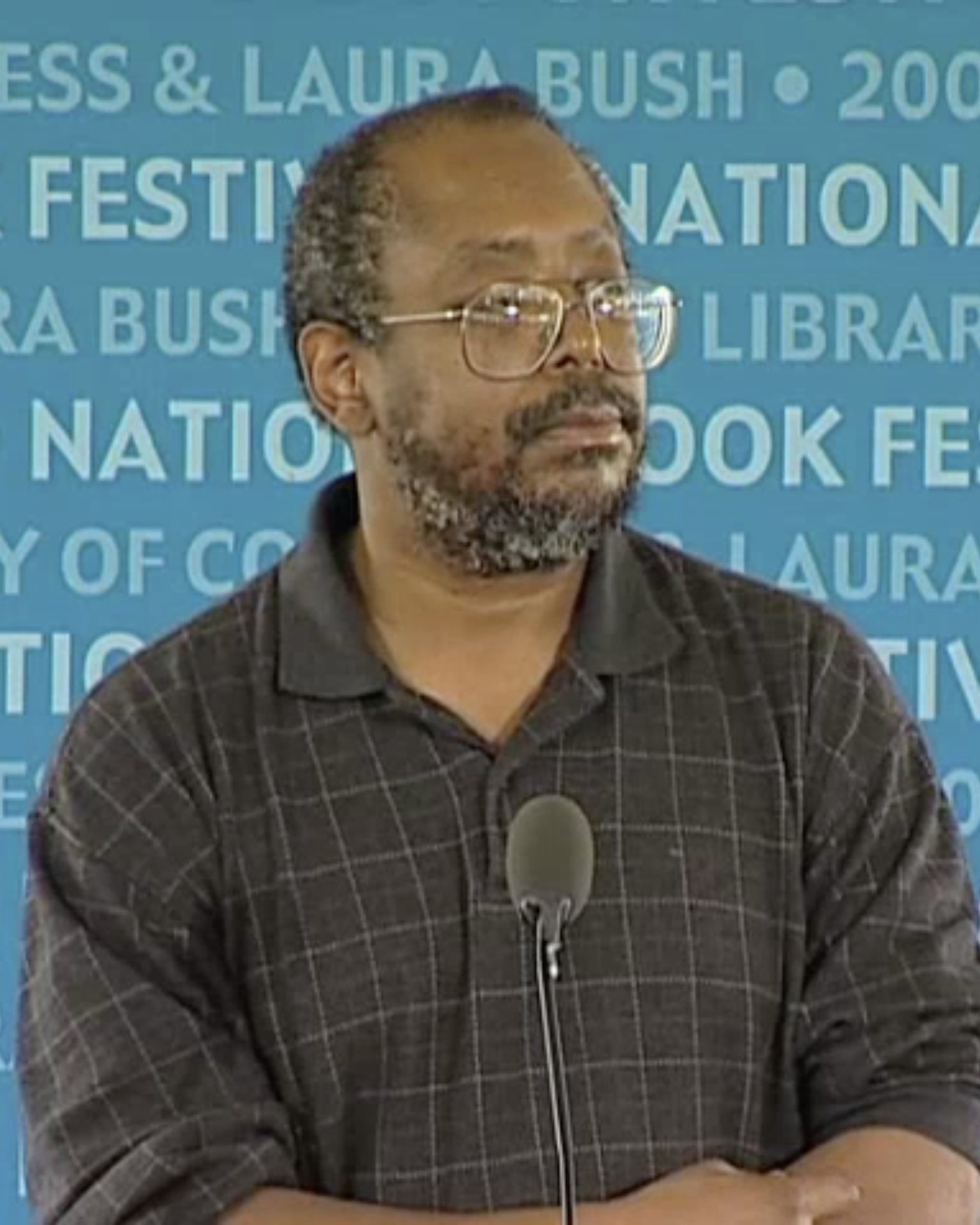
Edward P. Jones, 2004 beim National Book Festival

Edward Paul Jones (* 5. Oktober 1950 in Washington, DC) ist ein US-amerikanischer Schriftsteller.

## Leben
Jones wurde 1951 als Sohn afro-amerikanischer Eltern (einer aus North Carolina stammenden Tellerwäscherin und eines Restaurantangestellten) geboren. Er wuchs in armen Verhältnissen auf und wurde teilweise von der Mutter allein erzogen. Schon früh zog er das Lesen anderen Beschäftigungen vor. Er besuchte das „Holy Cross College“ in Worcester, Massachusetts. Dort besuchte er u. a. Kurse in Creative Writing und machte seinen Abschluss im Fach Englisch. Auf Einladung des amerikanischen Romanciers John Casey wechselte er zur University of Virginia in Charlottesville und belegte dort Kurse für Creative Writing, die er mit dem Titel „Master of Fine Arts“ (MFA) erfolgreich abschloss.
Die nächsten 19 Jahre verdiente er seinen Lebensunterhalt, indem er Texte über wirtschaftliche Themen verfasste und lektorierte. Diese Arbeit verlor er jedoch, während er an seinem Roman The Known World schrieb. 1992 veröffentlichte er sein erstes Buch, die Sammlung von Kurzgeschichten Lost in the City, dt. Im Labyrinth der Stadt, mit der er für den National Book Award nominiert wurde und als Finalist in die Shortlist-Auswahl gelangte. Im Jahr 1993 erhielt er dafür den Hemingway Foundation PEN Award. 2004 war er MacArthur Fellow, bevor er 2008 in die American Academy of Arts and Sciences aufgenommen wurde.
Für den Roman The Known World, dt. Die bekannte Welt, an dem er über 10 Jahre gearbeitet hatte, gelang ihm das ein weiteres Mal. Darüber hinaus gewann er 2004 mit diesem Roman den Pulitzer-Preis, wurde für den Anisfield-Wolf Book Award und 2005 den International IMPAC Dublin Literary Award. 2015 wurde dieser Roman von der BBC-Auswahl der besten 20 Romane von 2000 bis 2014 zu einem der bislang bedeutendsten Werke dieses Jahrhunderts gewählt. 2019 wurde er in die American Academy of Arts and Letters gewählt.
Jones lebt derzeit in Arlington bei Washington, DC.

## Werke
- Die bekannte Welt. Roman („The Known World“). Hoffmann & Campe, Hamburg 2005, ISBN 978-3-455-03696-1 und Dtv, München 2007, ISBN 978-3-423-13536-8 (übersetzt von Hans-Christian Oeser).
- Hagars Kinder. Erzählungen („All aunt Hagar's children“). Hoffmann & Campe, Hamburg 2008, ISBN 978-3-455-03697-8 (übersetzt von Hans-Christian Oeser).
- Im Labyrinth der Stadt. Erzählungen („Lost in the city“). Dtv, München 2008. ISBN 978-3-423-13684-6 (übersetzt von Susanne Höbel und Hans-Christian Oeser).

## Die bekannte Welt
Das Buch spielt in der Sklavenhaltergesellschaft der Zeit vor dem Sezessionskrieg im Bundesstaat Virginia. Der Schwerpunkt des Buches ist die im Allgemeinen wenig bekannte Tatsache, dass es damals auch schwarze Sklavenhalter gab. Das Buch zeigt am Beispiel der handelnden Personen die Auswirkungen der Sklaverei auf die Persönlichkeit der Menschen der damaligen Zeit. Es wird teilweise als Gegenentwurf zu dem Buch Roots von Alex Haley verstanden.
Der Titel des Buches spielt darauf an, dass den Sklaven jegliche Bildung verweigert wurde: Sie durften nicht lesen und schreiben lernen, um sich nicht selbst Passierscheine ausstellen zu können. Sie durften auch keine Kenntnisse in Geographie erwerben, da diese ihnen bei einer etwaigen Flucht nützlich sein konnten. Die bekannte Welt der Sklaven war deshalb die Plantage, auf der sie arbeiteten.